# Antonio Sokcevic
Antonio Luci Sokcevic (* 7. Mai 2002 in Wien) ist ein österreichischer Fußballspieler.

## Karriere
Sokcevic begann seine Karriere beim FC Purkersdorf. Zur Saison 2015/16 wechselte er in die Jugend des SK Rapid Wien, bei dem er ab der Saison 2016/17 auch in der Akademie spielte. Im Februar 2018 wechselte er in die AKA Burgenland. Im April 2020 wechselte er nach Kroatien in die Jugend von Lokomotiva Zagreb.
Zur Saison 2021/22 kehrte Sokcevic nach Österreich zurück und schloss sich dem Zweitligisten Kapfenberger SV an. Sein Debüt in der 2. Liga gab er im August 2021, als er am vierten Spieltag jener Saison gegen den SK Rapid Wien II in der Startelf stand. Insgesamt kam er für die KSV zu 27 Zweitligaeinsätzen, ehe er den Verein im Jänner 2024 verließ. Im Frühjahr spielte er dann aber wieder doch wieder für die Kapfenberger. Nach der Saison 2023/24 verließ er den Verein dann endgültig.
Nach einem halben Jahr ohne Klub wechselte Sokcevic im Jänner 2025 zurück nach Kroatien zum Zweitligisten NK Dugopolje. Für Dugopolje spielte er einmal in der 2. HNL. Zur Saison 2025/26 kehrte er nach Österreich zurück und wechselte zu Regionalligist SC Wiener Viktoria.